# Dugo Selo
 Ovo je glavno značenje pojma Dugo Selo. Za naselje u Općini Gvozd (znano i kao "Dugo Selo Lasinjsko") pogledajte Dugo Selo (Gvozd).
Dugo Selo je grad u središnjoj Hrvatskoj, smješten u Zagrebačkoj županiji.

## Zemljopis
Grad Dugo Selo, koji se prostire na 53 četvorna kilometra čini niz naselja smještenih u podnožju Martin brega (visine 205 metara), 20 kilometra istočno od središta Zagreba. Dugo Selo je satelitski grad Zagreba, u Zagrebačkoj aglomeraciji. Smješten je na dodiru posavske ravnice i Prigorja. Na sjeveru i zapadu graniči s gradom Zagrebom, na istoku s općinom Brckovljani, a na jugu s općinom Rugvica. 
Dugo Selo se sastoji od jedanaest naselja, to su:

- Andrilovec,
- Donje Dvorišće,
- Dugo Selo,
- Kopčevec,
- Kozinščak,
- Leprovica,
- Lukarišće,
- Mala Ostrna,
- Prozorje,
- Puhovo i
- Velika Ostrna.

Dugo Selo je središte šire regije (područje bivše općine Dugo Selo do 1993. godine) na kojemu danas živi preko 35.000 stanovnika.

## Stanovništvo
Po popisu stanovništva iz 2001. godine, područje Grada Dugog Sela imalo je 14.441 stanovnika (u broj je bio uvršten i 141 stanovnik naselja Donje Dvorišće, koje je odlukom Hrvatskog sabora iz 2006. god. pripojeno Dugom Selu iz sastava općine Brckovljani).
 Prosječna godišnja stopa rasta stanovništva je 3,67 %. Prosječna gustoća naseljenosti je 273 stanovnika po četvornom kilometru. Danas je u Dugom Selu tri i pol puta veća gustoća naseljenosti od prosječne gustoće naseljenosti Zagrebačke županije. Dugo Selo je drugi grad u Hrvatskoj po mjerilima vitalnog indeksa koji, po objavljenim podacima o prirodnom kretanju stanovništva za 2011. godinu Državnog zavoda za statistiku, iznosi 178,2. U narodnosnom sastavu Hrvata je 95,52 %, Srba 1,09 %, Albanaca 0,72 %, Roma 0,17 %, Bošnjaka 0,15 % i ostalih 2,35 %. Grad zbog povoljnog smještaja, kvalitetnih uvjeta življenja i blizine Zagreba prati intenzivno naseljavanje i pozitivan prirodni priraštaj stanovništva. Na području grada 2009. godine živi oko 20.000 stanovnika, a u samom Dugom Selu preko 13000.
| broj stanovnika | 2094  | 2271  | 2423  | 3060  | 3694  | 4294  | 4055  | 4220  | 4088  | 4296  | 5096  | 6219  | 8192  | 9969  | 14300 | 17466 | 17676 |
|                 | 1857. | 1869. | 1880. | 1890. | 1900. | 1910. | 1921. | 1931. | 1948. | 1953. | 1961. | 1971. | 1981. | 1991. | 2001. | 2011. | 2021. |

| broj stanovnika | 603   | 679   | 752   | 1060  | 1409  | 1714  | 1642  | 1814  | 1813  | 2074  | 2830  | 3848  | 5471  | 6508  | 8880  | 10453 | 11097 |
|                 | 1857. | 1869. | 1880. | 1890. | 1900. | 1910. | 1921. | 1931. | 1948. | 1953. | 1961. | 1971. | 1981. | 1991. | 2001. | 2011. | 2021. |

## Uprava
Gradom upravlja Gradsko vijeće od 17 vijećnika i gradonačelnik. Također u gradu su smještene i razne upravne ispostave Zagrebačke županije za širi dugoselski kraj (općine Brckovljani i Rugvica).
Građanima su na usluzi i sljedeće ustanove-institucije i subjekti:

- Općinski sud
- Policijska postaja
- Pododsjek za obranu
- Zavod za zapošljavanje
- Vatrogasna zajednica
- Centar za socijalni rad
- Pučko otvoreno učilište
- Vojarna „Pukovnik Milivoj Halar“
- Dom zdravlja
- Hrvatski crveni križ – Gradsko društvo crvenog križa
- Turistička zajednica
- Poduzetnički centar
- Hrvatska elektroprivreda
- Hrvatske šume – Šumarija Dugo Selo
- Hrvatska pošta
- Hrvatske željeznice – željeznički kolodvor Dugo Selo
- Veterinarska stanica
- Hrvatske vode

## Povijest i gospodarstvo
Najstariji pisani tragovi o životu na dugoselskom području postoje u darovnici-povelji kralja Andrije II. Arpadovića iz 1209. godine, gdje se spominje "etiam terram santci Martini" (također zemlja sv. Martina) koju kralj dodjeljuje hrvatskim redovnicima Božjacima, odnosno viteškom redu Templarima. Ime Dugog Sela (Velika Sela, Mala Sela, Sela) spominje se 1566. god, odnosno 1622. god. Mjesto je bilo pod upravom feudalaca (Tahi, Zrinski...), a kasnije je u posjedu Draškovića. Dugo Selo je od 1850. god.  do 31. kolovoza 1955. godine kotarsko središte. Na području kotara Dugo Selo Zakonom o podjeli Narodne Republike Hrvatske na kotare, gradove i općine, osnovane su četiri općine: Brckovljani, Dugo Selo, Oborovo i Posavski Bregi. Kotar Dugo Selo bio je u sastavu okruga Zagreb od srpnja 1947. do travnja 1949., a od tada do prosinca 1951. u sastavu oblasti Zagreb. Od 1955. do 1997. Dugo Selo je općina. U novoustrojenu veliku općinu Dugo Selo, iz tadašnjeg kotara Dugo Selo nije ušla u sastav općina Posavski Bregi, koja je novom administrativnom podjelom te godine ušla u sastav novoustrojene tadašnje općine Ivanić-Grad. Dugo Selo 1997. god. dobiva status grada (odlukom vlasti iz vremena Socijalističke Republike Hrvatske, Dugo Selo je 1959. godine dobilo status gradskog naselja, "NN" br 8/59).

Poštanski ured počeo je s radom 1858. godine. Prvi vlak kroz Dugo Selo prolazi 4. siječnja 1870. godine, 1893. god. osnovano je Dobrovoljno vatrogasno društvo, 1900. god. završena je izgradnja nove župne crkve, tako da je 1901. sjedište drevne svetomartinske župe s Prozorja premješteno u kotarsko sjedište Dugo Selo. Prvi športski klub, nogometni klub "DŠK" osinva se 1923. god. Električna struja uvodi se 27. prosinca 1934. godine, 1962. god. Dugo Selo dobiva vodovod, a 1966. provodi se plinifikacija. U bližoj okolici Dugog Sela, u Božjakovini, 26. kolovoza 1939. godine potpisan je sporazum Cvetković-Maček, kojim je uspostavljena Banovina Hrvatska. 
Napad na Kraljevinu Jugoslaviju u II. svjetskom ratu počinje 6. travnja 1941. godine bombardiranjem i uništavanjem dugoselskog željezničkog kolodvora sat vremena prije Beograda.
U Domovinskom ratu 1990. godine osniva se dragovoljačka postrojba, a 1991. godine 53. samostalna bojna i dragovoljačka satnija iz redova pripadnika NZ Dugo Selo koja je pridodana 148. brigadi HV. Na području tadašnje općine Dugo Selo, u obližnjem Trsteniku u svibnju 1991. godine ustrojena je jedna od prvih četiriju legendarnih aktivnih brigada ZNG-a, 2. gardijska brigada "Gromovi" u koju se uključuje i značajan broj stanovnika Dugog Sela.
Dugo Selo se razvijalo stoljećima uz križanje željezničkih pruga Zagreb – Koprivnica i Zagreb – Slavonski Brod (Danas dijelovi paneuropskog željezničkog koridora V i koridora X).
Od početka stoljeća većina ljudi ovog kraja bavi se poljoprivrednom proizvodnjom. Osim ratarstva, danas je posebice razvijeno vinogradarstvo i voćarstvo na padinama Martin brega. No, na samom početku stoljeća razvijaju se i industrijsko-obrtničke djelatnosti. Tada su izgrađeni pogoni za proizvodnju cigle, drvne građe, pekarskih proizvoda, a kasnije i za proizvodnju metala. Već tada izdvojio se sloj obrtnika i trgovaca, a te su djelatnosti, trgovina, usluge, ugostiteljstvo, uglavnom zastupljene i danas. 
Od proizvođačkih djelatnosti najrazvijenija je proizvodnja pekarskih proizvoda, te individualna poljoprivredna proizvodnja. Na dugoselskom području djeluje Udruženje obrtnika koje okuplja 630 članova raznih gospodarskih grana.

## Poznate osobe
- Zlatko Benčić, epidemiolog
- Zvonimir Bilić, rukometaš
- Branko Boranić, pjesnik
- Đuka Kosak, prosvjetni djelatnik i pjesnik
- Neveka Kutnjak, pedagoginja

## Spomenici i znamenitosti
Crkva Sv. Martina na Martin bregu je najznačajniji spomenik kulture prve kategorije na ovom području. Crkva datira od 1209. godine. Izgrađena u stilu barokizirane gotike, danas je u ruševnom stanju, a u tijeku su arheološka iskapanja i akcije moguće revitalizacije ovog kulturnog i sakralnog objekta. 
Ispred crkve sv. Martina na Martin bregu u Dugom Selu, postavljena je drvena skulptura sv. Martina, rad skulptora Josipa Cikača. Sveti Martin zaštitnik je župe, grada, vinograda i vinogradara. Istovjetna statua u manjim dimenzijama proglašena je dugoselskim suvenirom.
“Stopa Sv. Martina” –  Od 4. srpnja 2007. god., postavljenjem stilizirane metalne «Stope Sv. Martina» na staru dugoselsku martinsku crkvu Dugo Selo je službeno uključeno u međunarodnu putnu knjigu s polazištem iz francuskoga grada Toursa gdje je Sv. Martin obavljao službu biskupa. Međunarodna ruta obuhvaća europske regije, gradove, župe i područja u kojima se štuje sv. Martin, a Dugo Selo je prvo i za sada jedino mjesto u Hrvatskoj uključeno u tu međunarodnu rutu. Na ovaj način grad Dugo Selo je postalo članom međunarodne Udruge štovatelja baštine sv. Martina čije je sjedište u Francuskoj, a jedan njezin ogranak osnovan je i u Hrvatskoj.
Ostatak dvorca obitelji Drašković, nalazi se u Perivoju grofa Draškovića. To je bivše imanje ove obitelji koje je obuhvaćalo područje današnjeg parka s bogatim raslinjem, dvorac od kojeg je ostala samo kula, zdenac, te stoljetna zgrada današnjeg suda. 
U samom je središtu grada Ferenčakova ulica, etno-naselje, s nekoliko sačuvanih drvenih posavskih kuća, svjedočanstvo tradicionalne posavske arhitekture. 
U središtu Dugog Sela, ograđena željeznom ogradom, nalazi se neogotička župna crkva Sv. Martina, arhitekta Bolléa, iz 1900. godine. 
Vrijedna je i zbirka narodnih nošnji i etnografskih predmeta, koja obuhvaća nekoliko tisuća eksponata, u vlasništvu obitelji pokojnog sakupljača narodnog blaga Krešimira Fotovića.
Ispred zgrade Hrvatske pošte u samom središtu grada, postavljen je spomenik poginulim hrvatskim braniteljima u Domovinskom ratu.
U gradskom parku, Perivoju grofa Draškovića nalazi se spomenik poginulim antifašistima i civilima u II. svjetskom ratu.

## Obrazovanje
U Dugom Selu od 1. studenog 1853. godine, u tadašnjem kotarskom središtu djeluje osnovna škola. Danas školu pohađa oko 800 učenika. Kako bi se smanjilo opterećenje prve osnovne škole, koja je u jednom trenutku imala više od 1500 učenika i bila je okićena titulom škole s najviše đaka u Hrvatskoj, izgrađena je Osnovna škola "Ivan Benković" koja je preuzela dio đaka i osoblja. Srednju školu pohađa 800 učenika u deset smjerova: opća gimnazija, ekonomisti, tehničari računalstva, elektroinstalateri, elektromehaničari, instalateri grijanja i klimatizacije, plinoinstalateri, vodoinstalateri automehaničari i frizeri. Obrazovanju doprinosi i Pučko otvoreno učilište s raznim tečajevima i programima obrazovanja. Dugo Selo ima status "Grad – prijatelj djece".
Godine 2006. osnovao je dirigent Ivan Cerovac "Glazbeni studio Cerovac" što označava početak sustavnog glazbenog školovanja u Dugom Selu. Glazbeni studio Cerovac organizira tečajeva glasovira, violine, synthesizera, gitare, el. gitare, harmonike i tamburice za početnike i napredne i za sve uzraste. Početkom 2009. god. GSC ima 64 polaznika tečajeva a u protekle tri godine tečajeve je polazilo više od stotinu polaznika.

## Kultura
KUD Preporod je središnja kulturna ustanova Dugog Sela. Nastao 1907. kao Crkveno pjevačko društvo, danas se sastoji od folklorne i tamburaške sekcije, ženske vokalne grupe «Koledarice» i glumačke skupine. Kud "Preporod" 2007. godine obilježava 100 godina uspješnog djelovanja. U gradu djeluje gradska knjižnica i čitaonica i Pučko otvoreno učilište koje osim mnogih aktivnosti već 40 godina izdaje i mjesečnik "Dugoselska kronika". Na području kulture djeluje i turistička zajednica grada. U pripremi je uređenje Kulturnog centra grada u bivšoj zgradi Doma zdravlja.
U Dugom Selu od 1. travnja 2005. godine djeluje i Udruga Hrvata Bosne i Hercegovine "Rodna gruda". Udruga je neprofitabilna organizacija s ciljem očuvanja narodnih nošnji i običaja iz Bosne i Hercegovine. 
Udruga ima preko 700 članova i oko 80 članova folklora od 6 godina do 70 godina.
Nastupali su diljem Hrvatske ali i po drugim zemljam (BiH, Norveška, Slovenija, itd.). Imaju svoj svirački sastav od 10 članova, folklorni sastav, glumački i pjevački sastav. Predsjednik udruge je Mato Dajaković dipl.ing.
Tradicionalne «Dugoselske jeseni» održavaju se uoči 11. studenog – na Martinje kad se obilježava i Dan grada Dugog Sela.

## Šport
Športski klubovi i udruge udružene su u Zajednicu športskih udruga grada Dugog Sela. Tijekom godine u gradu se održavaju športske manifestacije: "Martinski Rally", "Martinski polumaraton" (od 2002.), "Kyokushin kup Dugo Selo", Dugoselska biciklijada, stolnoteniski "Memorijal Zvonka Turčinca Ogija", ženski rukometni međunarodni "Memorijalni turnir Đure Dubenika", rukometni "Božićno-novogodišnji turnir", te međunarodni Paintball turnir "Dugo Selo-Open" koji se održava povodom dana Domovinske zahvalnosti. U Dugom Selu su sjedišta rukometnog i športsko-ribolovnog saveza Zagrebačke županije. U gradu djeluje 1100 registriranih športaša u više športskih klubova i udruga.
- atletski klub "Martin"
- automoto klub "Dugo Selo"
- biciklistički klub "Dugo Selo 2001"
- košarkaški klub "Dugo Selo"
- kuglački klub "Dugo Selo"
- kyokushin karate klub "Dugo Selo"
- muški rukometni klub "Dugo Selo"
- ženski rukometni klub "ŽRK Dugo Selo '55"
- NK "Dugo Selo"
- NK "Ostrna"
- Paintball klub "Dugo Selo" (Hrvatska scenario paintball liga 5man)
- Paintball klub "Jež" (1. HPL 3man)
- stolnoteniski športski klub "Dugo Selo"
- šahovski klub "Dugo Selo"
- športska udruga uzgajivača golubova listonoša "Listonoša 1954"
- športsko ribolovno društvo "Dugo Selo"
- teniski klub "Martin Breg" Dugo Selo
- teniski klub "Dugo Selo"
- taekwondo klub "Dugo Selo"
- taekwondo klub "KWON"
- odbojkaški klub "Dugo Selo"

## Vanjske poveznice
- Službene stranice
- Dugoselska kronika
- Neovisni portal

|  | Portal Hrvatske – Pristup člancima s tematikom o Hrvatskoj. |